# Kálmán Kádár
Kálmán János Kádár (n. 11 iunie 1979, Oradea, România) este un jucător român de polo pe apă.
Kádár, care provine din  minoritatea maghiară din România, a făcut parte din echipa națională masculină de polo pe apă a României care a concurat la Jocurile Olimpice de vară din 2012.